# Bogdan Pawłowski (kompozytor)
Bogdan Pawłowski (ur. 2 stycznia 1932 we Włocławku) – polski kompozytor, aranżer, dyrygent i pedagog.
Absolwent I Państwowego Liceum i Gimnazjum im. Mikołaja Kopernika w Łodzi oraz Wydziału Kompozycji klasy prof. Tomasza Kiesewettera oraz Wydziału Wychowania Muzycznego Akademii Muzycznej w Łodzi. Bogdan Pawłowski jest autorem muzyki do ponad 200 spektakli dramatycznych i 28 lalkowych. Skomponował dwa pełnospektaklowe balety: „Królewna Śnieżka i siedmiu krasnoludków” (prapremiera 14 marca 1970 roku w Teatrze Wielkim w Łodzi) oraz „Kot w butach” (prapremiera w listopadzie 1996 roku w Opera NOVA w Bydgoszczy).
Balet „Królewna Śnieżka i siedmiu krasnoludków” jest wystawiany na scenach operowych i teatrów muzycznych w Europie, Azji i Ameryce Północnej (Kanada). Do dziś odbyło się około 50 premier tego baletu.

## Działalność artystyczna
W latach 1956–1991 Bogdan Pawłowski był Kierownikiem Muzycznym, a następnie przez sześć lat (1985–1991) pełnił funkcję Dyrektora Naczelnego i Artystycznego w Teatrze Powszechnym w Łodzi. Współpracownik Polskiego Radia w Łodzi gdzie przez 20 lat jako kierownik muzyczny ogólnopolskiej audycji „Wesoły Autobus” napisał ponad 300 piosenek folklorystyczno-rozrywkowych. Twórca muzyki do wielu spektakli teatralnych i programów muzycznych dla telewizji. Autor muzyki do dziecięcych filmów animowanych w wytwórni „Semafor” w Łodzi (cykl filmów z serii „Tymoteusz Rym Cim Cim”). Twórca ilustracji muzycznych do filmów oświatowych w W.F.O. w Łodzi. Kompozytor muzyki do pięcioodcinkowego serialu telewizyjnego dla TVP pt. „Rok 1809”. Bogdan Pawłowski jest również dyrygentem. Prowadził liczne przedstawienia w teatrach dramatycznych i w Teatrze Wielkim w Łodzi, a jako pedagog nauczał instrumentacji, czytania partytur oraz propedeutyki kompozycji w Akademii Muzycznej w Łodzi.

## Nagrody
- Złoty Krzyż Zasługi – 1984
- Honorowa Odznaka Miasta Łodzi – 1972
- Zasłużony Działacz Kultury – 1981
- Odznaka za zasługi dla województwa zamojskiego – 1986
- Nagroda Marszałka Województwa Łódzkiego za osiągnięcia w dziedzinie twórczości artystycznej, upowszechniania dóbr kultury oraz szczególne zaangażowanie w pracę na rzecz kultury – 2015
- Nagroda Prezydenta Miasta Łodzi za działalność artystyczną – 2020

## Twórczość dla dzieci
Bogdan Pawłowski ma w swym dorobku twórczym wiele spektakli dla widowni dziecięcej. Najważniejsze to:
- Michałek w opałach – 1958
- Jak dzieci przeprosiły Św. Mikołaja – 1958
- Za siedmioma górami – 1959
- Królowa Śniegu – 1960
- Jaś i Małgosia – 1961
- Niedźwiedź Króla Gniewobora – 1962 (musical, 17 realizacji)
- Niewidzialny Książę – 1964
- Robin Hood – 1964
- Tajemnica starej wierzby – 1966
- Turniej z czarodziejem – 1968
- Zatopione królestwo – 1970
- Słoneczny kraj – 1972 (musical)
- Wiercipięta – 1973
- Historia o sosnowym pieńku – 1977
- Królewicz Rumianek – 1977
- Nowe szaty króla – 1978
- Przygody wesołego diabła – 1979
- Piotruś Pan – 1979 (musical odznaczony nagrodą Srebrnej Łódki, zrealizowany również w Pradze)
- Czarodziej – 1981
- Uki-Puki – 1983
- Urodziny Słonia – 1984
- Wesoła bajka o smutnej Królewnie – 1985

## Najważniejsze kompozycje muzyki poważnej
Najważniejsze kompozycje z kategorii muzyki poważnej:
- Wariacje fortepianowe – 1970
- 5 pieśni na sopran i fortepian – 1970
- Polonez na orkiestrę symfoniczną – 1968
- Kwartet smyczkowy – 1971
- Kwintet dęty – 1972
- 2 suity fortepianowe w stylu barokowym – 1969
- Suita żartobliwa na mały zespół dęty blaszany – 1973
- Zanikające rytmy na zespół perkusyjny
- Uwertura Polska A.D. – 1984-1984
- Suita na małą orkiestrę symfoniczną – 1974
- 10 miniatur na różne instrumenty i fortepian z cyklu: instrumentoznawstwo – 1995–1999
- 6 impresji na orkiestrę smyczkową – 1999-2000
- 6 refleksji na kwartet smyczkowy – 1999-2000
- Wokaliza na sopran i orkiestrę smyczkową
- 14 Utworów różnych na orkiestrę smyczkową
- Utwory różne na kwartet smyczkowy
- 7 Utworów na instrumenty dęte drewniane z tow. ork. smyczkowej
- Żart na cztery klarnety
- Nokturn na sopran i chór żeński a capella – 1996
- Ave Maria w formie fugi na chór żeński – 1994
- 13 kolęd polskich na chór żeński – 1994
- Ave Maria na chór męski
- Rondo na fortepian – 1993

## Instrumentacje wielkich dzieł scenicznych
Bogdan Pawłowski dokonał również wielu instrumentacji wielkich dzieł scenicznych jak:
- rekonstrukcja i instrumentacja opery Filenis Statkowskiego
- instrumentacja fragmentów oper i arii dla Teatru Wielkiego w Łodzi, Teatru Muzycznego w Łodzi oraz Teatru Muzycznego ROMA w Warszawie
- instrumentacja opery Krakowiacy i górale
- nowa instrumentacja musicalu My Fair Lady
- nowa instrumentacja musicalu I Do, I Do Festiwalu Polskiej Muzyki Filmowej w Łodzi
- instrumentalizacja wodewilu Królowa przedmieścia
- instrumentacja musicalu „Akademia Pana Kleksa”
- instrumentacja baletu „Lamaila”

## Realizacje baletuKrólewna Śnieżka i siedmiu krasnoludków
Balet Królewna Śnieżka i Siedmiu Krasnoludków – balet z muzyką Bogdana Pawłowskiego, którego prapremiera polska miała miejsce 14 marca 1970 roku w Teatrze Wielkim w Łodzi. Przedstawienie wystawiane było na scenach operowych i deskach teatrów muzycznych w Europie, Azji i Ameryce Północnej (Kanada).

### Polskie realizacje
- Teatr Wielki w Łodzi – 14.05.1970 – prapremiera
- Teatr Wielki w Łodzi – 1981
- Teatr Wielki w Łodzi – 1992
- Teatr Wielki w Łodzi – 1998
- Teatr Wielki w Łodzi – 2011
- Operetka Warszawska – 1985
- Opera w Krakowie – 2005
- Teatr Muzyczny w Gdyni
- Opera Leśna w Gdyni
- Teatr Muzyczny w Poznaniu – 1992
- Teatr Muzyczny w Poznaniu – 2007
- Opera Bałtycka w Gdańsku – 1997
- Teatr Muzyczny Roma w Warszawie – 1996
- Bydgoszcz, Opera i Operetka – 1975
- Bydgoszcz, Opera NOVA – 1983
- Operetka we Wrocławiu
- Opera we Wrocławiu – 1993
- Opera w Szczecinie – 1983
- Opera w Bytomiu – 1994
- Gdańsk, Opera Bałtycka – 1997
- Warszawski Balet Objazdowy
- Opera NOVA Bydgoszczy – 2.12.2000 – premiera
- Teatr Muzyczny w Lublinie – 11.06.2006 – premiera
- Krynica, Zesp.Tańca Artyst. Miniatury – 2017
- Kraków Teatr Muzyczny, choreografia Gołębiowski – 1977
- Kraków Teatr Muzyczny, choreografia Gołębiowski – 1994
- Wrocław Teatr Muzyczny – 1982
- Wrocław Teatr Muzyczny – 1994
- Teatr Muzyczny „ROMA” w Warszawie – 1996

### Zagraniczne realizacje baletuKrólewna Śnieżka i siedmiu krasnoludków
1. Arizona, PHOENIX BALLET, choreografia Woźniak – 2019
2. Ateny, Pallas Theatre, choreografia Genrikh Mayorov – 2013
3. Barcelona, Theatre Coliseum, choreografia Emelianow – 2013
4. Brno, Teatr Narodowy w Brnie, choreografia Borkowski – 1973 – do dziś
5. Bytom, Opera w Bytomiu, choreografia Konwiński – 1994
6. Bautzen, choreografia Borkowski
7. Belgia, Zespół Baletowy w Belgii
8. Charlottesville, Charlottesville Balet – 2020
9. Czelabińsk, Państwowy Teatr Akademicki, choreografia Mayorow – 2005
10. Charków, Akad. Teatr Opery i Baletu im. Łysenko, – 2009
11. Conejos (Kolorado), Civic Ballet Company, 2009, choreografia Wejdlich – 2009
12. Dniepr, Dniepropietrowski Akad. Teatr Opery i Baletu, 2019, choreografia Litvinow – 2019
13. Izrael, Moskiewski Klasyczny Balet w Israelu – 2014
14. Jakucja, Neryungri, choreografia Vasilieva
15. Jekaterynburg, Ekaterinburg State Acad. Opera and Ballet Theatre, 2014 choreografia Kogan – 2014
16. Floryda, Ballet Alafaya, choreografia Fedotow – 2014
17. Floryda, FEDOTOW BALLET, choreografia Fedotow
18. Holandia, Opera i Operetka, choreografia Marc Krone
19. Hiszpania, Zespół Baletowy w Hiszpanii, choreografia Borkowski – 1999
20. Hamilton, New Ballet Ensamble w Hamilton
21. Kalifornia, San Gabriel, Elite Ballet Theatre – 2012
22. Kanada, Hamilton Zespół Baletowy, choreografia Wińcza
23. Kłajpeda, Teatr Muzyczny, choreografia Smoriginas
24. Konakowo, Teatr Muzyczny, choreografia Majorow
25. Krasnojarsk, Opera i Balet – 2013
26. Kowno, Teatr Muzyczny, choreografia Borkowski
27. Kujbyszew, choreografia Borkowski
28. Kijów, Akad. Miejski Teatr Baletowy, choreografia Mayorow
29. Kijów, choreografia Borkowski – 1975
30. Kolorado, Laurova Ballet Academy, choreografia Laurova – 2009
31. Lwów, Opera Lwowska, choreografia Chramow – 2014
32. Lancaster, Lancaster Ballet Theater, choreografia Yeliohin – 2004
33. Mińsk, Teatr Bolszoj Opery i Baletu, choreografia Furman – 2014
34. Murmańsk, Teatr Regionalny Baletu, choreografia Majorow – 2014
35. Moskwa, Teatr Opery i Baletu dla dzieci i młodzieży
36. Moskwa, Balet Moskwa, choreografia Genrikh Mayorov
37. Moskwa, Gorki Opera, choreografia Borkowski
38. Moskwa, ROYAL MOSCOW BALLET
39. Moskwa, Rosyjski Klasyczny Balet Moskwy
40. Mołdawia, Opera im. Maria Biesu
41. Morawska Ostrawa, Opera, choreografia Krejcirova – 2014
42. Niemcy, Nordharzer Statebund Theater – 2014
43. Niżny Nowogród, choreografia Majorow
44. Nowosybirsk, Opera w Nowosybirsku
45. Orlando, Russian Orlando Ballet, choreografia Michajłow
46. Pensylwania, Ballet Teatr Lancaster, choreografia Yeliohin – 2004
47. Santa Barbara, State ST. Ballet, choreografia Fliagina – 2014
48. Samara, Samara Balet, choreografia Kasatkin – 2014
49. San Diego, San Diego Ballet – 2018
50. Scopje, Opera, choreografia Borkowski
51. Togliatti, choreografia Kasatkin – 2015
52. Ukraina, Teatr opery i baletu młodego widza, choreografia Majorow – 2015
53. Ukraina, Narodowa Opera Ukrainy im. T. Szewczenki
54. USA, Balet YUMA – 2014
55. Wielka Brytania, choreografia Litvinow – 2015
56. Wilno, choreografia Borkowski – 1972 [w kwietniu 2019 324 spektakle]
57. Wirginia, Virginia National Ballet Company – 2017

### Tournée zagraniczne różnych zespołów
- Opera w Brnie – 3-tygodniowe tournée w Paryżu
- Warszawski Balet Objazdowy – trzykrotne tournée po Francji, Szwecji, Belgii, i Niemczech
- Teatr Wielki w Łodzi – tournée w Niemczech, Holandii, Szwajcarii, Belgii
- Opera w Krakowie – dwukrotnie miesięczne tournée po Włoszech
- Teatr Wielki Opery i Baletu w Kijowie – 4 tygodniowe tournée w Moskwie
- Opera w Brnie – gościnne występy w Berlinie 2001, USA i Kanadzie
- Opera w Kijowie – gościnne występy w Zagrzebiu, oraz w USA
- Opera NOVA – tournée w Holandii oraz Niemczech
- Ukrainian Classical Ballet – 3-tygodniowe tournée w Cardiff, Wielka Brytania, 2007
- Ukrainian Classical Ballet – Tournée po Japonii, 2019

## Realizacje baletuKot w butach
Kot w Butach – balet z muzyką Bogdana Pawłowskiego miał swoją prapremierę 12 października 1997 roku w Opera NOVA w Bydgoszczy. Następnie został wystawiony w Operze Dolnośląskiej(premiera 18 maja 2002 roku). Jest to drugi po Królewnie Śnieżce i siedmiu krasnoludkach balet Bogdana Pawłowskiego utrzymany w muzycznej konwencji postromantyzmu.
- Opera NOVA, Bydgoszcz – wersja skrócona – prapremiera światowa 12.10.1997
- Opera Dolnośląska – wersja skrócona – premiera 18.05.2002
- Opera Bytomska – 1994
- Teatr Muzyczny Poznań – 2008

## Ważniejsze kompozycje dla teatrów dramatycznych
- Balladyna
- Kolorowa miłość – operetka
- Czarująca Szewcowa
- Pamiętnik Anny Frank
- Miłość oskarża
- Jegor Bułyczow i inni
- Ostrożnie z małżeństwem
- Skowronek
- Przygoda z Vaterlandem
- Jaśnie Pan Nikt
- Golem
- Romeo i Julia – muzyka nagrodzona na Festiwalu Sztuk Współczesnych
- Piosenka prawdę ci powie – wspólnie z A. Mundkowskim
- Dziady
- W 80 dni dookoła świata
- Radziwiłł Panie Kochanku
- Nasze miasto
- Dom otwarty
- Kim jesteś inżynierze
- Płaszcz
- Bereziacy
- Henryk V
- Lizystrata – musical
- Profesja Pani Warren
- Dobroczyńca
- Szczęście Frania
- Ksiądz Marek
- Ojciec królowej
- Król Lear
- Uczeń diabła
- Taniec śmierci
- Zamieć
- Alkad z Zalamei
- Klik-klak
- Maria
- Szachy
- To są momenta co się pamięta – spektakl śpiewany, oparty na folklorze miejskim
- Dziewczyna na sprzedaż
- Jak obrabować bank
- Pożadanie w cieniu wiązów
- Nowe cierpienia młodego W.
- Moralność pani Dulskiej
- Pokój na godziny
- Szwejk
- Zapomnieć o Herostratesie
- Słoń
- Bołdyn
- Mecz
- Błękitny patrol
- Angelo Tyran Padwy
- Pokój pełen dymu
- Nora
- Młyn
- Z nadmiaru miłości
- Fantazy
- Skowronek
- Serca w matni
- Okulary
- Miesiąc na wsi
- Grube ryby
- Kwiaty łódzkie
- Przed maturą
- Idiotka
- Ryszard III
- Lot nad kukułczym gniazdem
- Monserrat
- Biderman i podpalacze
- Colas Breugnion
- Kopciuch
- Sługa dwóch panów
- Zbrodnia i kara
- Król IV
- Betlejem polskie – nowe opracowanie muzyczne
- Szeryf-Brandy – musical – wspólnie z J. Skubikowskim
- Wesele
- Szewcy
- Iwona, księżniczka Burgunda
- Barbara Radziwiłłówna
- Zwodnica
- Intryga i miłość
- Jan Maciej Karol Wścieklica
- Kartoteka
- Śpiewnik Domowy St. Moniuszki – opracowanie i instrumentacja
- Kram z piosenkami – pracowanie i instrumentacja na różne składy orkiestry w różnych teatrach
- Nie głaskało mnie życie po głowie
- Pan Tadeusz
- Serduszko